# 金特·埃格尔
金特·埃格尔（德語：Günther Eger，1964年9月7日—），德国前男子雪车运动员。他曾代表德国参加1992年冬季奥林匹克运动会雪车比赛，联同克里斯托夫·朗根获得男子双人铜牌。